# Climacoptera parallela
Climacoptera parallela är en insektsart som först beskrevs av Walker, F. 1869.  Climacoptera parallela ingår i släktet Climacoptera och familjen vårtbitare. Inga underarter finns listade i Catalogue of Life.